# Neuseeländische Sturmschwalbe

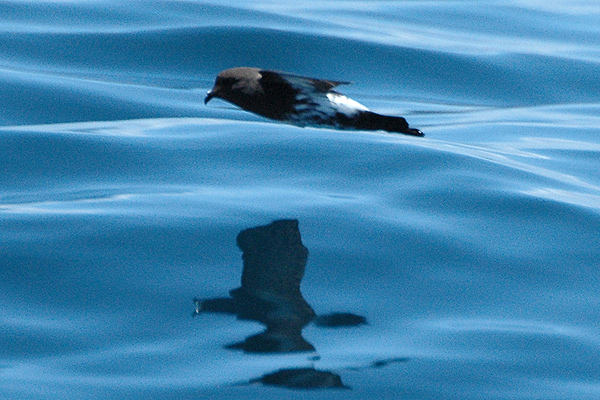
Neuseeländische Sturmschwalbe

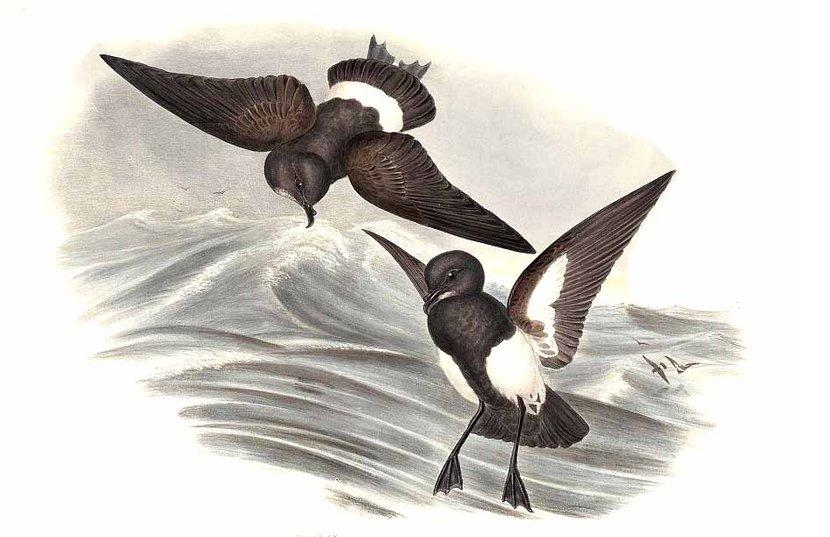
Zeichnung des Schwarzbauch-Meerläufers, mit dem die Neuseeländische Sturmschwalbe zunächst verwechselt wurde

Die Neuseeländische Sturmschwalbe (Fregetta maoriana, Synonym: Oceanites maorianus), auch Maori-Sturmschwalbe genannt ist eine sehr seltene neuseeländische Sturmschwalbe. Von der IUCN wird sie als vom Aussterben bedroht (critically endangered) eingeordnet. Der aktuelle Bestand wird auf weniger als fünfzig geschlechtsreife Individuen geschätzt.

## Merkmale und Verbreitung
Die Neuseeländische Sturmschwalbe erreicht eine Körperlänge von 17 Zentimetern. Der Kopf ist im Verhältnis zur Körpergröße auffallend groß, die Beine sind lang, die Füße sind verhältnismäßig groß. Im Flug ragen die Füße deutlich über den in einer geraden Linie endenden Schwanz hinaus. Der Kopf, der Hals und die Körperoberseite sind ebenfalls schwarzbraun, auffallend davon abgesetzt ist der weiße Bürzel und die weißen Oberschwanzdecken. Die Brust ist schwarzbraun, der Bauch ist weiß mit einigen schwärzlichen Längsstreifen. Die Flanken und die Unterschwanzdecken sind ebenfalls weiß. Der Schnabel, das Auge, die Beine und die Füße sind schwarz.
Die Neuseeländische Sturmschwalbe brütet in Kolonien und legt nur ein Ei. Da sie dabei nachtaktiv ist, wird sie nur selten beobachtet. Außerhalb der Brutzeit lebt sie fast ausschließlich auf der offenen See.

## Entdeckungsgeschichte
Lange Zeit hielt man die Neuseeländische Sturmschwalbe bereits für ausgestorben, da lediglich einige Fossilfunde und drei Exemplare aus dem 19. Jahrhundert bekannt waren. Die Art war erst 1932 anhand des Balgs eines 1895 erlegten Exemplars beschrieben, zwei weitere Bälge waren 1827 vor der Küste der neuseeländischen Nordinsel gesammelt worden.
Am 25. Januar 2003 wurde die Neuseeländische Sturmschwalbe vor der Coromandel Peninsula im Norden Neuseelands von den Teilnehmern einer kommerziellen Vogelexkursion gesichtet. Ziel der von Brent Stephenson und Sav Saville geleiteten Bootsfahrt im Hauraki Gulf nördlich von Te Hauturu-o-Toi / Little Barrier Island war eigentlich die Beobachtung des seltenen Pycroftsturmvogels (Pterodroma pycrofti), der auf den nahe gelegenen Mercury Islands brütet. Bei der Beobachtung einer größeren Ansammlung von Fregattensturmschwalben fiel Seville eine schwärzlich gefärbte Sturmschwalbe auf, die einen auffallend weißen Bürzel hatte. Sie wurde von den Teilnehmern zunächst als Schwarzbauch-Meerläufer eingeordnet, obwohl diese Vogelart sich zu dieser Jahreszeit nur selten in neuseeländischen Gewässern zeigt.
Als Stephenson nach Abschluss der Exkursion die von dem Vogel gemachten Aufnahmen studierte, fiel ihm auf, dass dieser nicht nur kleiner als eine Schwarzbauch-Sturmschwalbe war, sondern dass die für diese Art charakteristischen dunklen Unterschwanzdecken sowie der längs über den Bauch verlaufende schwarze Strich fehlte. Ornithologen, denen er die Aufnahme zur genauen Bestimmung zusendete, waren sich zwar einig darüber, dass der Vogel eigenartig war. Er wurde jedoch entweder als Schwarzbauch-Meerläufer, als Weißbauch-Meerläufer oder als Buntfuß-Sturmschwalbe eingeordnet.
Am 17. November 2003 waren zwei britische Vogelbeobachter mit einem gecharterten Boot im Hauraki Gulf unterwegs, um Fregattensturmschwalben zu beobachten. Sie hatten Fischabfälle dabei, um Seevögel in die Nähe des Bootes zu locken. Auch sie beobachteten kleine schwarze Sturmschwalben, diesmal allerdings keinen einzelnen Vogel, sondern bis zu zehn Vögel gleichzeitig und im Verlauf der Stunden, während denen sie unterwegs waren, sogar insgesamt an die zwanzig Individuen. Auch auf ihren Aufnahmen waren Merkmale erkennbar, die auf einen Schwarzbauch-Meerläufer nicht zutreffen konnten und die sich auf Grund der Vielzahl an beobachteten Individuen auch nicht als eine abweichende Gefiederfärbung erklären ließ. Der zuvor scherzhaft vom Kurator des Museum of New Zealand Te Papa Tongarewa geäußerten Vermutung, es könne sich bei den beobachteten Vögeln um ausgestorbene Neuseeländische Sturmschwalben handeln, wurde nun ernsthaft nachgegangen und die Fotografien mit den drei einzig vorhandenen Bälgen in Museen in Paris und London verglichen. Dabei fielen sehr große Übereinstimmungen zwischen den Bälgen und den Fotos auf.
Der endgültige Beweis, dass es sich um die ausgestorben geglaubte Neuseeländische Sturmschwalbe handelte, wurde am 7. November 2005 erbracht, als eine Sturmschwalbe sich in die Kabine eines vor Te Hauturu-o-Toi / Little Barrier Island ankernden Fischerbootes verirrte. Die Crew, die von dem möglichen Wiederfund dieser Art gehört hatte, fing den Vogel ein und informierte die Naturschutzbehörden. Am nächsten Morgen wurde die Sturmschwalbe gewogen und vermessen, einige Federn für eine DNA-Analyse gezogen und der Vogel anschließend wieder freigelassen.
Anfang 2013 wurde eine Brutkolonie der Vögel auf Te Hauturu-o-Toi / Little Barrier Island vor der Nordostküste der Nordinsel Neuseelands gefunden.

## Einzelbelege
1. 1 2  BirdLife International: Species Factsheet – New Zealand Storm-petrel (Fregetta maoriana). Abgerufen am 1. März 2022.
2. 1 2  Couzon, S. 203.
3. 1 2  Couzon, S. 200.
4. ↑  Couzon, S. 202.
5. ↑  New Zealand Storm-petrel discovered breeding 50 km from Auckland City, BirdLife International (Memento vom 27. April 2019 im Internet Archive)